# Trasmutazione delle specie
La trasmutazione delle specie è l'alterazione di una specie in un'altra. La trasmutazione si può verificare per degenerazione (ovvero tramite migrazione o cambiamenti climatici). La moderna teoria evoluzionista spiega questo fenomeno servendosi dei processi di evoluzione, mentre prima della moderna biologia evolutiva si riconosceva semplicemente che alcune specie subivano dei cambiamenti.